# Академія Герріта Рітвельда
Академія Герріта Рітвельда (нід. Gerrit Rietveld Academie; коротко — Академія Рітвельда / нід. Rietveld Academie) — нідерландський вищий навчальний заклад у галузі красних мистецтв і дизайну, розташований у столиці держави місті Амстердамі. Носить ім'я видатного нідерландського архітектора і дизайнера меблів Герріта Рітвельда.
Академія є незалежною школою вищої професійної освіти, в якій навчаються понад 950 студентів, причому близько 40 % з них складають іноземці (з понад 50 країн). Чимало з 200 викладачів вишу є незалежними художниками і дизайнерами.

## Система навчання і спеціалізація
Академія Герріта Рітвельда пропонує 2 програми підготовки бакалаврів і 4 програмами підготовки магістрів. 2 бакалаврські програми — образотворчих мистецтв та дизайну, в рамках яких існують різні творчі спеціалізації:
- бакалавр дизайну:
  - текстиль;
  - мода (фешн / Fashion);
  - сільськогосподарський дизайн / Architectural Design;
  - designLAB;
  - дизайн-графіка / Graphic Design;
  - дизайн ювелірних виробів / Jewellery;
  - Dogtime ID-UM;
- бакалавр красних мистецтв:
  - образотворче мистецтво;
  - образ і мова / Image and Language;
  - кераміка / Ceramics;
  - скло / Glass;
- фотографія / Photography;
- VAV;
- Dogtime Fine Arts.

Після загального першого року навчання (його називають базовим), студент вибирає одну з цих спеціальностей. Далі йдуть 3 роки поглибленого вивчення й практики в рамках спеціалізації.
Якщо, після отримання диплома, студент бажає продовжити навчання для здобуття ступеня магістра, він може зробити це в Інституті Сандберга (Sandberg Institute). У теперішній час можливим є здобути 4 ступені магістра: магістр витончених мистецтв, прикладного мистецтва, дизайну та архітектурного інтер'єру.

## З історії вишу
Нідерландська Академія мистецтв і дизайну — Академія Рітвельда в Амстердамі була заснована в 1924 році після злиття трьох давніших мистецьких вищих шкіл. Спершу новостворена установа називалась Школа прикладних мистецтв (нід. Kunstnijverheidsschool; пона назва — Інститут освіти прикладних мистецтв / Kunstnijverheidsonderwijs Instituut).
У період 1939—1960 років виш перебував переважно під впливом функціоналізму і опозиції до провідників творчих напрмяків «Стилю» (De Stijl) та Баугауза (Bauhaus). Це було не в останню чергу через ту роль, яку відігравав тодішній директор інституту Март Стам (Mart Stam), який мав виражені соціалістичні погляди.
Однак у 1960-ті все змінилося. Тоді відомий голландський архітектор Герріт Рітвельд разом зі своїми колегами Джоан ван Діллен (Joan van Dillen) та Йоганом ван Тріхтом (Johan van Tricht) розробив новий, більш функціональний проект будинку для інституту. Герріт Рітвельд помер за кілька років до реалізації проекту. У 1968 році амстердамська Вища школа мистецтв була перейменована на честь свого будівничого на Академію Герріта Рітвельда.
У цей період вплив незалежного мистецтва і творчого індивідуалізму у виші зміцнив свої позиції, і нині Академія Рітвельда славиться як провідний освітній заклад саме автономного, подеколи альтернативного мистецтва.
Від 1993 року діяльність вишу підпадає під нідерландський закон про вищу освіту та наукові дослідження.

## Виноски
1. ↑  archINFORM — 1994.
2. 1 2 3  https://hedendaagsesieraden.nl/2016/09/24/gerrit-rietveld-academie/
3. ↑  https://www.architectuur.org/bouwwerk/440/Rietveld_Academie.html
4. ↑  Контакт(и) (академії) на Офіційна вебсторінка (нід.) (англ.)
5. ↑  Про академію [Архівовано 21 червня 2011 у Wayback Machine.] на Офіційна вебсторінка [Архівовано 6 січня 2010 у Wayback Machine.] (англ.)